# Pikeville (Tennessee)
Pikeville ist eine Kleinstadt (mit dem Status „City“) und Verwaltungssitz des Bledsoe County im US-amerikanischen Bundesstaat Tennessee. Das U.S. Census Bureau hat bei der Volkszählung 2020 eine Einwohnerzahl von 1.824 ermittelt.

## Geografie

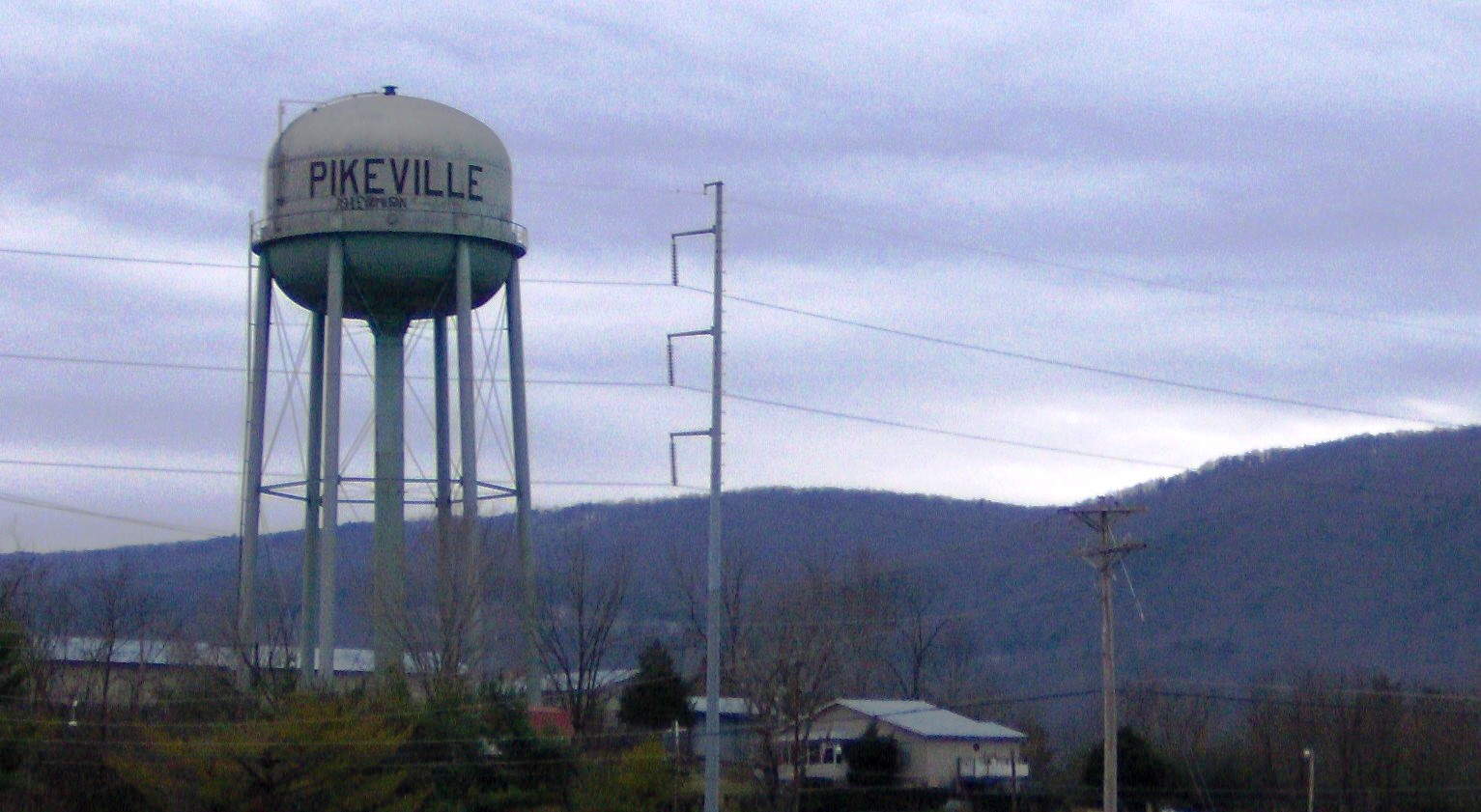
Pikeville mit dem Cumberland-Plateau im Hintergrund

Pikeville liegt im mittleren Osten Tennessees am Rande des Cumberland-Plateau. Die Stadt liegt im Tal des Sequatchie River, der über den Tennessee River und den Ohio zum Stromgebiet des Mississippi gehört.
Die geografischen Koordinaten von Pikeville sind 35°36′20″ nördlicher Breite und 85°11′12″ westlicher Länge. Das Stadtgebiet erstreckt sich über eine Fläche von 6,3 km².
Nachbarorte von Pikeville sind Cold Spring (7,8 km nordöstlich) und Dayton (28,3 km südöstlich).
Die nächstgelegenen größeren Städte sind Lexington in Kentucky (334 km nordnordöstlich), Knoxville (149 km ostnordöstlich), Chattanooga (78 km südlich), Tennessees Hauptstadt Nashville (195 km westnordwestlich), Bowling Green in Kentucky (251 km nordwestlich) und Kentuckys größte Stadt Louisville (373 km nördlich).

## Verkehr
Der U.S. Highway 127 führt in Nordost-Südwest-Richtung entlang des Sequatchie River durch die Stadt. Daneben treffen die Tennessee State Routes 28, 30, 209 und 213 im Stadtgebiet von Pikeville zusammen. Alle weiteren Straßen sind untergeordnete Landstraßen, teils unbefestigte Fahrwege sowie innerörtliche Verbindungsstraßen.
Der nächste Flughafen ist der 93 km südlich gelegene Chattanooga Metropolitan Airport.

## Bevölkerung
Nach der Volkszählung im Jahr 2010 lebten in Pikeville 1608 Menschen in 665 Haushalten. Die Bevölkerungsdichte betrug 255,2 Einwohner pro Quadratkilometer. In den 665 Haushalten lebten statistisch je 2,31 Personen.
Ethnisch betrachtet setzte sich die Bevölkerung zusammen aus 93,6 Prozent Weißen, 2,8 Prozent Afroamerikanern, 0,2 Prozent amerikanischen Ureinwohnern, 0,1 Prozent (eine Person) Asiaten, 0,1 Prozent Polynesiern sowie 2,0 Prozent aus anderen ethnischen Gruppen; 1,2 Prozent stammten von zwei oder mehr Ethnien ab. Unabhängig von der ethnischen Zugehörigkeit waren 3,6 Prozent der Bevölkerung spanischer oder lateinamerikanischer Abstammung.
22,8 Prozent der Bevölkerung waren unter 18 Jahre alt, 56,3 Prozent waren zwischen 18 und 64 und 20,9 Prozent waren 65 Jahre oder älter. 53,7 Prozent der Bevölkerung waren weiblich.
Das mittlere jährliche Einkommen eines Haushalts lag bei 26.205 USD. Das Pro-Kopf-Einkommen betrug 15.313 USD. 29,3 Prozent der Einwohner lebten unterhalb der Armutsgrenze.

## Bekannte Bewohner
- Josiah M. Anderson (1807–1861) – Whig-Abgeordneter des US-Repräsentantenhauses (1849–1851) – geboren und aufgewachsen in Pikeville
- James B. Frazier (1856–1937) – 32. Gouverneur von Tennessee (1903–1905) – geboren in Pikeville
- Sam D. McReynolds (1872–1939) – demokratischer Abgeordneter des US-Repräsentantenhauses (1923–1939) – geboren und aufgewachsen in Pikeville